# Cameraria ulmella
Cameraria ulmella là một loài bướm đêm thuộc họ Gracillariidae. Nó được tìm thấy ở Québec và Hoa Kỳ (bao gồm Texas, Kentucky, Maine, Maryland, Michigan, New York, Georgia và Illinois, Connecticut).
Sải cánh dài 6.5–7 mm.
Ấu trùng ăn Quercus alba, Quercus ilicifolia, Quercus rubra, Quercus velutina và Ulmus species (bao gồm Ulmus americana, Ulmus fulva và Ulmus rubra). Chúng ăn lá nơi chúng làm tổ.